# وداد الكواري
وداد الكواري (21 أغسطس 1967-)، كاتبة وممثلة قطرية

## عنها
بدأت بالتمثيل مبكرا وعملت كمدبلجة كرتون ، انتقلت بعدها للكتابة التلفزيونية وحققت نجاحاً مع الفنان عبد العزيز جاسم كما حصلت على الكثير من الجوائز عربياً, وتُعد حالياً كاتبة المقالات والمسلسلات، تميزت في كتابة المقالات، وتكتب في جريدة العرب من الأحد إلى الخميس.

### الخلاف مع فجر السعيد
عام 2001 اشترت الكاتبة فجر السعيد قصة «يوم آخر» لإنتاجها عبر مؤسستها مع الاحتفاظ بحقوق الكواري الأدبية والمالية ككاتبة للقصة، وبالفعل دفعت مبلغاً مالياً وقدره 29 ألف دينار كويتي ولكن تأخرها في تنفيذ العمل أدى إلى مطالبة الكواري لاسترجاع القصة وإعادة المبلغ المدفوع في السابق وسارعت أيضاً في تسليم قصة «يوم آخر» لإحدى المؤسسات القطرية لتنفيذه، حيث انتهى طاقم العمل من تصويره لعرضه في رمضان إلا أن مؤسسة فجر السعيد أنتجت مسلسل بعنوان «الحريم» من تأليف وبطولة حياة الفهد وتقول المصادر نفسها أن العمل مشابه «ليوم آخر»،

## أعمالها

### التلفزيون
| سنة الإنتاج | اسم المسلسل       |
| ----------- | ----------------- |
| 1986        | بنات الفريج       |
| 1987        | التائهة           |
| 1989        | 29 سالفة وسالفة   |
| 1990        | البيت الكبير      |
| 1994        | عفواً سيدي الوالد  |
| 1996        | نأسف لهذا الخلل   |
| 1997        | حتى إشعار آخر     |
| 1999        | أحلام البسطاء     |
| 2002        | حكم البشر         |
| 2003        | يوم آخر           |
| 2004        | بعد الشتات        |
| 2005        | عندما تغني الزهور |
| 2006        | نجمة الخليج       |
| 2007        | نعم ولا           |
| 2008        | ظل الياسمين       |
| 2009        | قلوب للايجار      |
| 2010        | ما أصعب الكلام    |
| 2011        | فرصة ثانية        |
|             | الموعد الضائع     |
| 2012        | خادمة القوم       |
| 2013        | البيت بيت أبونا   |
| 2014        | كسر الخواطر       |
| 2019        | هلي وناسي         |

### التمثيل
| سنة الإنتاج | نوعه             |
| ----------- | ---------------- |
| مسلسل       | الفرسان الثلاثة  |
| مسلسل       | دانة             |
| مسلسل       | عز الدين القسام  |
| مسلسل       | يوميات ساهي      |
| رسوم متحركة | حكايات عالمية    |
| مسرحية      | الحذاء الذهبي    |
| مسرحية      | هالشكل يا زعفران |
| مسرحية      | من يضحك اخيراً    |
| مسرحية      | طماشة            |

## الجوائز
- مصر: جائزة أحسن سيناريو عن مسلسل "نعم ولا "، ضمن فعاليات مهرجان القاهرة للإعلام العربي عام 2007
- مصر: جائزة أحسن سيناريو عن مسلسل " قلوب للإيجار"، ضمن فعاليات مهرجان القاهرة للإعلام العربي عام 2009

## وصلات خارجية
- وداد الكواري على موقع أرشيف الشارخ.
- وداد الكواري على موقع قاعدة بيانات الأفلام العربية